# Veniliodes pantheraria
Veniliodes pantheraria är en fjärilsart som beskrevs av Felder 1874. Veniliodes pantheraria ingår i släktet Veniliodes och familjen mätare. Inga underarter finns listade i Catalogue of Life.